# Lago de Moubra
O Lago Moubra é um lago localizado em Montana, no cantão de Valais, na Suíça. Localizado a uma altitude de 1424 m, a sua superfície é de 5 ha.